# ایندیانا ۱۶۰۲

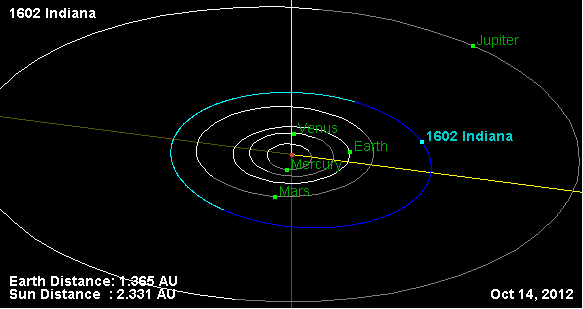
نمایی از محل قرارگیری سیارک ایندیانا ۱۶۰۲ در مدار – ۲۰۱۲

سیارک ۱۶۰۲ (به انگلیسی: 1602 Indiana، نامگذاری:1950GF) هزار و ششصد و دومین سیارک کشف شده‌است که در ۱۴ مارس ۱۹۵۰ کشف شد.
قدر مطلق سیارک برابر ۱۲٫۴۹ است.